# Martin Müller (Theologe)
Martin Müller (* 24. März 1903 in Dessau, Herzogtum Anhalt; † 9. Juli 1989 ebenda) war ein deutscher evangelischer Theologe, Pfarrer sowie Kirchenpräsident.

## Leben
Martin Müller, Spross einer Dessauer Kaufmannsfamilie, abiturierte im Jahre 1921 am humanistischen Dessauer Friedrichsgymnasium. Im Anschluss wandte Müller sich dem Studium der Theologie an der Martin-Luther-Universität Halle-Wittenberg, der Universität Leipzig sowie der Georg-August-Universität Göttingen zu. Der seit 1924 im Vikariat im Kirchenkreis Bernburg eingesetzte Martin Müller legte ein Jahr später sein Zweites Theologisches Examen in Anhalt ab. 1926 übernahm Martin Müller eine Assistenzstelle an der Georg-August-Universität Göttingen, dort erwarb er 1928 den akademischen Grad eines Dr. theol. Im gleichen Jahr wurde Martin Müller in der Köthener Martinskirche ordiniert.
Nach Einsätzen als Hilfsprediger sowie Studentenpfarrer in Köthen, anschließend als Hilfsprediger in Dessau, wurde Martin Müller 1929 zum Pastor an der Dessauer Johanniskirche bestellt. 1933 wurde ihm der Vorsitz des Pfarrernotbundes, kurze Zeit später jener des Landesbruderrates der Bekennenden Kirche in Anhalt übertragen. 1943 erfolgte Martin Müllers Einberufung zum Sanitätsdienst, im Sommer 1945 kehrte er aus amerikanischer Kriegsgefangenschaft nach Dessau zurück. Im gleichen Jahr erhielt Müller die Mitgliedschaft im neu gebildeten Landeskirchenrat und wurde als Pfarrer an der Christuskirche in Ziebigk eingesetzt. Im Jahre 1961 wählte ihn die anhaltische Landessynode zum Kirchenpräsidenten sowie Vorsitzenden des Landeskirchenrates der Evangelischen Landeskirche Anhalts. Seit 1963 versah Müller seelsorgerischen Dienst als zweiter Pfarrer an der Dessauer Johanniskirche, 1970 zog er sich altersbedingt von all seinen Funktionen zurück. Martin Müller verstarb im Sommer 1989 im Alter von 86 Jahren in seiner Heimatstadt Dessau.